# Maral
Maral (Afeganistão) é o pseudônimo de uma ativista afegã pelos direitos das mulheres. A BBC a incluiu entre as 100 mulheres mais inspiradoras do mundo em 2021.
Contra a vontade de sua família, ela se tornou ativista pelos direitos das mulheres no Afeganistão. Desde 2004, ela trabalha para que as mulheres pudessem trabalhar e ter independência financeira. Também ajuda sobreviventes de violência doméstica de zonas rurais.